# 哈萨克斯坦足球协会
哈萨克斯坦足球协会（羅馬化：Qazaqstannıñ fwtbol federacïyası，簡稱KFF）是哈萨克斯坦的足球主管團體，總部設於阿斯塔纳，負責組織各級聯賽（最高級別是哈薩克超級足球聯賽）及哈薩克國家隊。
哈萨克斯坦足球协会於1991年成立，在1994年獲接納成為國際足協及亞洲足協會員，其後於2002年轉投歐洲足協。

## 前名
- 1991-2000年：Football Association of the Republic of Kazakhstan
- 2000-2007年：Football Union of Kazakhstan

## 外部連結
- Official Website（页面存档备份，存于） （哈薩克文） （英文） （俄文）
- Kazakhstan（页面存档备份，存于） at FIFA site
- Kazakhstan（页面存档备份，存于） at UEFA site